# Hardangerbanen
Hardangerbana eller Hardangerbanen (også kaldt Eidebanen) var en 27,5 km lang, elektrificeret jernbane som gik fra Voss Station på Bergensbanen til Eide (Granvin Station) ved Granvinsfjorden i Vestland fylke i Norge. Vedtagelsen om at bygge banen blev taget i Stortinget i 1919. Banen blev åbnet 30. marts 1935. Undervejs blev bygningen forsøgt stoppet, da arbejdsminister Worm Hirsch Darre-Jenssen mente at traceen burde betjenes med bil i stedet for tog. Fylkestinget i Hordaland vedtog en standsning, men Stortinget fastholdt byggeriet.
Mindste kurveradius er 180 meter, største stigning 45 promille og skinnevægten var 25 kg pr. meter. Skinnevægten blev senere øget til 30 kg pr. meter.
Banen var i drift i godt 50 år. Persontrafikken blev nedlagt 1. juni 1985, godstrafikken i 1989. Sporet fra Voss til Palmafoss godsterminal (3,39 km) blev bevaret som et sidespor. Store dele af traceen er i dag i brug som gang- og cykelvej.